# Kóródy Zsófia

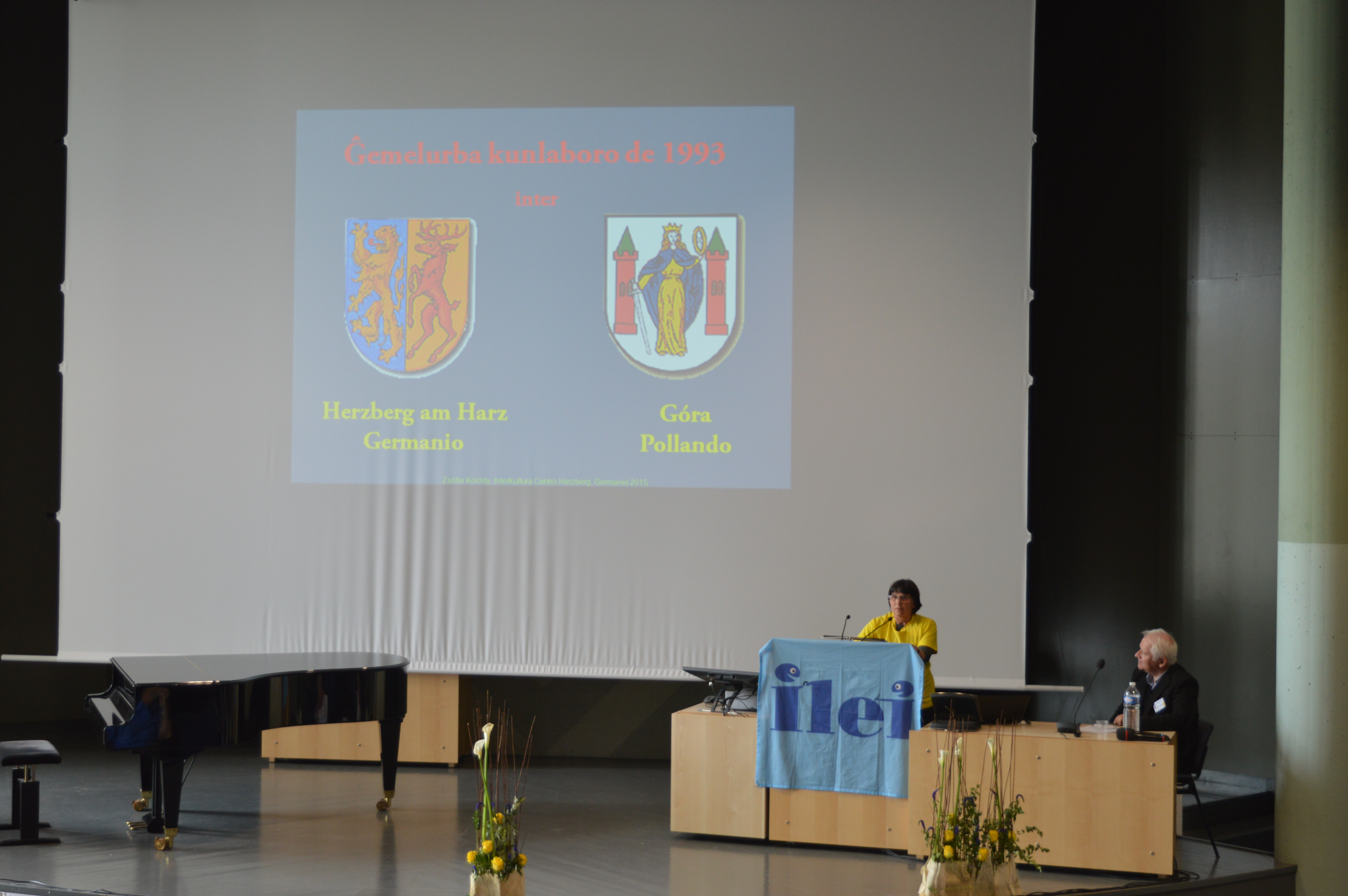
Kóródy Zsófia előadása, Harmadik globális kollokvium az eszperantó tanításáról, Neuchatel 2015

Kóródy Zsófia (1956. május 25. –) magyar eszperantista, eszperantótanár, 2003 óta a németországi Herzberg Interkulturális Központ egyik kulcsfontosságú aktivistája.

## Tevékenységek
Eszperantó szakos diplomát szerzett a budapesti Eötvös Loránd Tudományegyetemen, majd hivatásos nyelvtanárként dolgozott angol, magyar és eszperantó nyelvet tanítva, főként a budapesti Németh László Gimnáziumban. Kóródy Zsófia eszperantó nyelvtani gyakorlókönyvet írt és közreműködött a magyar–eszperantó szótár szerkesztésében.
Az eszperantó mozgalomban 1978 óta aktív. Egykori tisztségek: a Magyar Ifjúsági Eszperantó Szövetség - HEJ és a Eszperantó Ifjúsági Világszervezet - TEJO alelnöke, a Magyarországi Eszperantó Szövetség - HEA elnökségi tagja, valamint 2006-2015 között az Eszperantótanárok Nemzetközi Szövetsége - ILEI elnökségének tanárképzéssel, vizsgáztatással és Eszperantó Központokkal való kapcsolattartással megbízott tagja. 1982-ben a HEA tiszteletbeli tagjává, 2015-ben pedig az ILEI tiszteletbeli tagjává választották.
2003 óta Herzberg am Harzban él és dolgozik, eszperantót tanít a helyi iskolákban, és a Herzbergi Interkulturális Központ egyre bővülő eszperantó könyvtárát vezeti. Nagyban hozzájárult ahhoz, hogy a város eszperantó város legyen; oktatási és szervezői tevékenységének célja az eszperantó elterjesztése a városi lakosság körében, és a város megismertetése az egész világon. A 2007-es Eszperantó Világkongresszuson Jokohamában aktív tevékenységéért megkapta az UEA Kimagasló Teljesítményért Oklevelét.

## Funkciók
Kóródy Zsófia a Német Eszperantó Intézet (GEI), Eszperantó Világszövetség - UEA / Eszperantótanárok Nemzetközi Szövetsége - ILEI, ITK (ELTE Origó Nyelvi Centrum) hivatásos, a KER-nyelvvizsgákra is meghatalmazott vizsgáztatója, GEA oktatási biztos, a német Eszperantó Központ/Herzbergi Interkulturális Központ fő munkatársa, az AGEI (Német Eszperantó Tanárok Szövetsége) elnöke.
Bővebben: Herzberg

## Fordítás
Ez a szócikk részben vagy egészben  a   Zsófia Kóródy című eszperantó Wikipédia-szócikk ezen változatának fordításán alapul.  Az eredeti cikk szerkesztőit annak laptörténete sorolja fel. Ez a jelzés csupán a megfogalmazás eredetét és a szerzői jogokat jelzi, nem szolgál a cikkben szereplő információk forrásmegjelöléseként.